# Dům U Zlatého Merkura (Kadaň)
Dům U Zlatého Merkura (čp. 12) je měšťanský rohový dům stojící na rozhraní Jana Švermy (dříve Svaté) a Čechovy (dříve Vodní) ulice na Starém Městě
v Kadani.

## Dějiny domu a jeho majitelé
Dům U Zlatého Merkura je rohový dům, stojící na středověké parcele. V letech 1896 až 1916 dům vlastnili manželé Josef a Augusta Fränzlovi, kteří jej nechali nákladně zrekonstruovat. V domě provozovali obchod s koloniálním zbožím, prodávali exotické ovoce, různé delikatesy jako pravou Pražskou šunku a pravý švýcarský ementál z úpatí Alp, také kvalitní uzeniny a prvotřídní buřty podle vlastní receptury. V jejich sortimentu nechyběla ani zahraniční vína, především dalmatská a italská. V letech 1923 až 1927 je pak jako nový majitel domu a obchodu uváděn Heinrich Palme, jenž dům vlastnil až do konfiskace německého majetku v Kadani v roce 1945.

## Domovní znamení
Ve výklenku na štítě domu čp. 12 se nachází pozlacená socha římského boha Merkura zahalená ve stříbrném plášti. Merkur, ozdobený okřídlenou helmou (petasos), byl v římské mytologii považován za boha zdárného obchodu a též posla bohů. Na dům si jej nechal koncem 19. století umístit obchodník Josef Fränzl. Na fasádě je rovněž vyobrazená kartuš se zlatým monogramem HP v modrém štítě, která odkazuje na Heinricha Palmeho, pozdějšího majitele domu.

## Zajímavost
Křižovatka ulice Jana Švermy (dříve Svaté) a Čechovy (dříve Vodní) ulice před domem U Zlatého Merkura bývala jednou z nejrušnějších ulic v Kadani. Projížděl přes ní při svých návštěvách Kadaně v letech 1367 a 1374 ke Svaté bráně císař Karel IV. Stejnou cestou také táhla v roce 1546 česká zemská hotovost. V letech 1626 až 1628 se přes křižovatku ubíraly rovněž desítky kadaňských evangelických rodin směrem k Přísečnickému průsmyku a dále do saského exilu. Bylo to rovněž místo, přes které procházela vojska císařská, švédská, uherská, chorvatská, francouzská, pruská a později též německá a ruská. Nároží domů se v důsledku této frekventovanosti značně opotřebovávala. Proto majitel domu čp. 10, stojícího naproti domu U Zlatého Merkura, nechal k ochraně svého nároží osadit bytelný žulový odrazník s monogramem AL a letopočtem 1869.